# Calificări în Liga Campionilor EHF Feminin 2012-2013
Acest articol descrie faza calificărilor în ediția 2012-2013 a Ligii Campionilor EHF Feminin.

## Turneele de calificare
Un total de 14 echipe a luat parte la turneele de calificare. Cluburile au fost trase la sorți în trei grupe de câte patru și au jucat semifinale și finale. Câștigătoarele grupelor de calificare au avansat în faza grupelor Ligii, în timp ce cluburile eliminate au continuat în Cupa EHF. Meciurile s-au jucat pe 8–9 septembrie 2011. Tragerea la sorți a avut loc pe 3 iulie 2012, la ora locală 11:00 (12:00 EET), la Viena, Austria.

### Distribuție
Cele două echipe rămase din Urnele 1 și a 4-a au jucat un meci eliminatoriu, iar câștigătoarea a avansat în faza grupelor. Tragerea la sorți s-a ținut pe 3 iulie 2012.
| Urna 1                                                            | Urna a 2-a                                   | Urna a 3-a                                        | Urna a 4-a                                                     |
| ----------------------------------------------------------------- | -------------------------------------------- | ------------------------------------------------- | -------------------------------------------------------------- |
| Byåsen HE FTC-Rail Cargo Hungaria U Jolidon Cluj-Napoca Viborg HK | Balonmano Bera-Bera Rostov-Don Buxtehuder SV | Vistal Łączpol Gdynia MizuWaAi Dalfsen RK Zaječar | ŽRK Metalurg Muratpașa BSK Antalya IUVENTA Michalovce LC Brühl |

## Turneul de calificare 1
Organizatorul evenimentului a fost clubul Viborg HK.
|  | Semifinale            | Semifinale            |    |                    | Finala              | Finala |  |
|  |                       |                       |    |                    |                     |        |  |
|  | 22 septembrie 2012    |                       |    |                    |                     |        |  |
|  | Viborg HK             | 30                    |    |                    |                     |        |  |
|  | LC Brühl              | 14                    |    |                    |                     |        |  |
|  |                       |                       |    |                    |                     |        |  |
|  |                       |                       |    |                    | 23 septembrie 2012  |        |  |
|  |                       |                       |    |                    | Viborg HK           | 26     |  |
|  |                       | Vistal Łączpol Gdynia | 22 |                    |                     |        |  |
|  |                       |                       |    |                    |                     |        |  |
|  |                       |                       |    |                    |                     |        |  |
|  |                       |                       |    |                    | Finala mică         |        |  |
|  | 22 septembrie 2012    | 22 septembrie 2012    |    | 23 septembrie 2012 | 23 septembrie 2012  |        |  |
|  | Balonmano Bera-Bera   | 22                    |    | LC Brühl           | 23                  |        |  |
|  | Vistal Łączpol Gdynia | 31                    |    |                    | Balonmano Bera-Bera | 33     |  |

### Semifinale
| 22 septembrie 2012 13:00 | Viborg HK  | 30 – 14 | LC Brühl | Viborg Stadionhal, Viborg Asistență: 985 Arbitri: Crnojević, Radič |
| 22 septembrie 2012 13:00 | Pedersen 5 | (15–6)  | Bösch 4  | Viborg Stadionhal, Viborg Asistență: 985 Arbitri: Crnojević, Radič |
| 22 septembrie 2012 13:00 | 5× 2×      | Raport  | 2× 3×    | Viborg Stadionhal, Viborg Asistență: 985 Arbitri: Crnojević, Radič |

| 22 septembrie 2012 16:00 | Balonmano Bera-Bera | 22 – 31 | Vistal Łączpol Gdynia | Viborg Stadionhal, Viborg Asistență: 300 Arbitri: Brkić, Jusufhodzić |
| 22 septembrie 2012 16:00 | Rubio Ponce 7       | (11–18) | Sulzycka 7            | Viborg Stadionhal, Viborg Asistență: 300 Arbitri: Brkić, Jusufhodzić |
| 22 septembrie 2012 16:00 | 3×                  | Raport  | 4× 3×                 | Viborg Stadionhal, Viborg Asistență: 300 Arbitri: Brkić, Jusufhodzić |

### Locurile 3-4
| 23 septembrie 2012 14:00 | LC Brühl | 23 – 33 | Balonmano Bera-Bera | Viborg Stadionhal, Viborg Asistență: 150 Arbitri: Crnojević, Radič |
| 23 septembrie 2012 14:00 | Bösch 9  | (11–17) | Elorza 8            | Viborg Stadionhal, Viborg Asistență: 150 Arbitri: Crnojević, Radič |
| 23 septembrie 2012 14:00 | 3× 2×    | Raport  | 2× 3×               | Viborg Stadionhal, Viborg Asistență: 150 Arbitri: Crnojević, Radič |

### Finala
| 23 septembrie 2012 16:50 | Viborg HK | 26 – 22 | Vistal Łączpol Gdynia | Viborg Stadionhal, Viborg Asistență: 1,100 Arbitri: Brkić, Jusufhodzić |
| 23 septembrie 2012 16:50 | Gulldén 6 | (12–11) | Zych 6                | Viborg Stadionhal, Viborg Asistență: 1,100 Arbitri: Brkić, Jusufhodzić |
| 23 septembrie 2012 16:50 | 1× 3×     | Raport  | 4× 3×                 | Viborg Stadionhal, Viborg Asistență: 1,100 Arbitri: Brkić, Jusufhodzić |

### Turneul de calificare 2
Organizatorul evenimentului a fost clubul Byåsen HE.
|  | Semifinale         | Semifinale         |    |                    | Finala             | Finala |  |
|  |                    |                    |    |                    |                    |        |  |
|  | 22 septembrie 2012 |                    |    |                    |                    |        |  |
|  | Byåsen HE          | 29                 |    |                    |                    |        |  |
|  | ŽRK Metalurg       | 19                 |    |                    |                    |        |  |
|  |                    |                    |    |                    |                    |        |  |
|  |                    |                    |    |                    | 23 septembrie 2012 |        |  |
|  |                    |                    |    |                    | Byåsen HE          | 22     |  |
|  |                    | Buxtehuder SV      | 26 |                    |                    |        |  |
|  |                    |                    |    |                    |                    |        |  |
|  |                    |                    |    |                    |                    |        |  |
|  |                    |                    |    |                    | Finala mică        |        |  |
|  | 22 septembrie 2012 | 22 septembrie 2012 |    | 23 septembrie 2012 | 23 septembrie 2012 |        |  |
|  | Buxtehuder SV      | 34                 |    | ŽRK Metalurg       | 34                 |        |  |
|  | MizuWaAi Dalfsen   | 31                 |    |                    | MizuWaAi Dalfsen   | 26     |  |

### Semifinale
| 22 septembrie 2012 14:30 | Byåsen HE | 29 – 19 | ŽRK Metalurg | Trondheim Spektrum, Trondheim Asistență: 550 Arbitri: Santos, Fonseca |
| 22 septembrie 2012 14:30 | Alstad 12 | (16–7)  | Pecevska 4   | Trondheim Spektrum, Trondheim Asistență: 550 Arbitri: Santos, Fonseca |
| 22 septembrie 2012 14:30 | 4× 3×     | Raport  | 7× 1×        | Trondheim Spektrum, Trondheim Asistență: 550 Arbitri: Santos, Fonseca |

| 22 septembrie 2012 17:00 | Buxtehuder SV | 34 – 31 | MizuWaAi Dalfsen | Trondheim Spektrum, Trondheim Asistență: 60 Arbitri: Lythje, Christiansen |
| 22 septembrie 2012 17:00 | Bülau 6       | (18–16) | Logtenberg 13    | Trondheim Spektrum, Trondheim Asistență: 60 Arbitri: Lythje, Christiansen |
| 22 septembrie 2012 17:00 | 3×            | Raport  | 4× 2×            | Trondheim Spektrum, Trondheim Asistență: 60 Arbitri: Lythje, Christiansen |

### Locurile 3-4
| 23 septembrie 2012 15:30 | ŽRK Metalurg            | 34 – 26 | MizuWaAi Dalfsen | Trondheim Spektrum, Trondheim Asistență: 50 Arbitri: Lythje, Christiansen |
| 23 septembrie 2012 15:30 | Mladenovska, Pecevska 6 | (14–12) | Nijboer 5        | Trondheim Spektrum, Trondheim Asistență: 50 Arbitri: Lythje, Christiansen |
| 23 septembrie 2012 15:30 | 6× 3×                   | Raport  | 3× 2×            | Trondheim Spektrum, Trondheim Asistență: 50 Arbitri: Lythje, Christiansen |

### Finala
| 23 septembrie 2012 18:00 | Byåsen HE | 22 – 26 | Buxtehuder SV   | Trondheim Spektrum, Trondheim Asistență: 637 Arbitri: Santos, Fonseca |
| 23 septembrie 2012 18:00 | Alstad 7  | (12–14) | Fischer, Lütz 6 | Trondheim Spektrum, Trondheim Asistență: 637 Arbitri: Santos, Fonseca |
| 23 septembrie 2012 18:00 | 3×        | Raport  | 5× 3×           | Trondheim Spektrum, Trondheim Asistență: 637 Arbitri: Santos, Fonseca |

### Turneul de calificare 3
Organizatorul evenimentului a fost clubul U Jolidon Cluj-Napoca.
|  | Semifinale         | Semifinale         |    |                    | Finala             | Finala |  |
|  |                    |                    |    |                    |                    |        |  |
|  | 22 septembrie 2012 |                    |    |                    |                    |        |  |
|  | U Jolidon Cluj     | 34                 |    |                    |                    |        |  |
|  | BSK Antalya        | 26                 |    |                    |                    |        |  |
|  |                    |                    |    |                    |                    |        |  |
|  |                    |                    |    |                    | 23 septembrie 2012 |        |  |
|  |                    |                    |    |                    | U Jolidon Cluj     | 23     |  |
|  |                    | Rostov-Don         | 22 |                    |                    |        |  |
|  |                    |                    |    |                    |                    |        |  |
|  |                    |                    |    |                    |                    |        |  |
|  |                    |                    |    |                    | Finala mică        |        |  |
|  | 22 septembrie 2012 | 22 septembrie 2012 |    | 23 septembrie 2012 | 23 septembrie 2012 |        |  |
|  | Rostov-Don         | 29                 |    | BSK Antalya        | 27                 |        |  |
|  | RK Zaječar         | 28                 |    |                    | RK Zaječar         | 35     |  |

### Semifinale
| 22 septembrie 2012 17:20 | U Jolidon Cluj-Napoca | 34 – 26 | Muratpașa BSK Antalya | Sala Sporturilor Horia Demian, Cluj-Napoca Asistență: 2,000 Arbitri: Brehmer, Skowronek |
| 22 septembrie 2012 17:20 | Paraschiv, Tivadar 8  | (16–18) | İskenderoğlu 6        | Sala Sporturilor Horia Demian, Cluj-Napoca Asistență: 2,000 Arbitri: Brehmer, Skowronek |
| 22 septembrie 2012 17:20 | 5× 3×                 | Raport  | 5× 3×                 | Sala Sporturilor Horia Demian, Cluj-Napoca Asistență: 2,000 Arbitri: Brehmer, Skowronek |

| 22 septembrie 2012 19:30 | Rostov-Don | 29 – 28 | RK Zaječar          | Sala Sporturilor Horia Demian, Cluj-Napoca Asistență: 1,000 Arbitri: Stolarovs, Licis |
| 22 septembrie 2012 19:30 | Șîmkute 9  | (12–9)  | Peraica, Vučković 7 | Sala Sporturilor Horia Demian, Cluj-Napoca Asistență: 1,000 Arbitri: Stolarovs, Licis |
| 22 septembrie 2012 19:30 | 7× 3×      | Raport  | 2× 3×               | Sala Sporturilor Horia Demian, Cluj-Napoca Asistență: 1,000 Arbitri: Stolarovs, Licis |

### Locurile 3-4
| 23 septembrie 2012 19:30 | Muratpașa BSK Antalya | 27 – 35 | RK Zaječar | Sala Sporturilor Horia Demian, Cluj-Napoca Asistență: 500 Arbitri: Brehmer, Skowronek |
| 23 septembrie 2012 19:30 | Khouildi 6            | (13–8)  | Zebić 10   | Sala Sporturilor Horia Demian, Cluj-Napoca Asistență: 500 Arbitri: Brehmer, Skowronek |
| 23 septembrie 2012 19:30 | 2×                    | Raport  | 8× 2×      | Sala Sporturilor Horia Demian, Cluj-Napoca Asistență: 500 Arbitri: Brehmer, Skowronek |

### Finala
| 23 septembrie 2012 17:00 | U Jolidon Cluj-Napoca | 23 – 22 | Rostov-Don | Sala Sporturilor Horia Demian, Cluj-Napoca Asistență: 2,500 Arbitri: Stolarovs, Licis |
| 23 septembrie 2012 17:00 | Cartaș 9              | (13–11) | Iarțeva 7  | Sala Sporturilor Horia Demian, Cluj-Napoca Asistență: 2,500 Arbitri: Stolarovs, Licis |
| 23 septembrie 2012 17:00 | 2× 3×                 | Raport  | 6× 3×      | Sala Sporturilor Horia Demian, Cluj-Napoca Asistență: 2,500 Arbitri: Stolarovs, Licis |

### Play-off
IUVENTA Michalovce și FTC-Rail Cargo Hungaria au jucat într-un play-off menit să determine un alt participant pentru faza grupelor.
| 19 septembrie 2012 18:00 | HK IUVENTA Michalovce | 26 - 40 | FTC-Rail Cargo | Chemkostav Arena, Michalovce Asistență: 1.800 Arbitri: Marić, Mašić |
| 19 septembrie 2012 18:00 | Tobiášová 6           | (10-15) | Pena, Tomori 6 | Chemkostav Arena, Michalovce Asistență: 1.800 Arbitri: Marić, Mašić |
| 19 septembrie 2012 18:00 | 4× 2×                 | Raport  | 1× 3×          | Chemkostav Arena, Michalovce Asistență: 1.800 Arbitri: Marić, Mašić |

| 22 septembrie 2012 18:00 | FTC-Rail Cargo | 31 – 22 | HK IUVENTA Michalovce | Főtáv FTC Kézilabda Aréna, Budapesta Asistență: 1,000 Arbitri: Delle, Engberg |
| 22 septembrie 2012 18:00 | Pena 6         | (16-8)  | Wollingerová 5        | Főtáv FTC Kézilabda Aréna, Budapesta Asistență: 1,000 Arbitri: Delle, Engberg |
| 22 septembrie 2012 18:00 | 3×             | Raport  | 1× 3×                 | Főtáv FTC Kézilabda Aréna, Budapesta Asistență: 1,000 Arbitri: Delle, Engberg |

FTC-Rail Cargo Hungaria a învins cu scorul general de 71–48.

### Turneul Wild Card
Organizatorul evenimentului a fost clubul Issy-Paris Hand.
| Echipa            | M | V | E | Î | GM | GP | G   | Pct |
| ----------------- | - | - | - | - | -- | -- | --- | --- |
| Zvezda Zvenigorod | 2 | 2 | 0 | 0 | 52 | 41 | +11 | 4   |
| HC Leipzig        | 2 | 1 | 0 | 1 | 42 | 42 | 0   | 2   |
| Issy-Paris Hand   | 2 | 0 | 0 | 2 | 36 | 47 | −11 | 0   |

| 21 septembrie 2012 19:00 | HC Leipzig | 21 – 16 | Issy-Paris Hand | Palais Omnisports de Paris-Bercy, Paris Arbitri: Brunovský, Čanda |
| 21 septembrie 2012 19:00 | Kudłacz 6  | (14–10) | Signate 9       | Palais Omnisports de Paris-Bercy, Paris Arbitri: Brunovský, Čanda |
| 21 septembrie 2012 19:00 | 3×         | Raport  | 3×              | Palais Omnisports de Paris-Bercy, Paris Arbitri: Brunovský, Čanda |

| 22 septembrie 2012 16:00 | Zvezda Zvenigorod           | 26 – 21 | HC Leipzig | Palais Omnisports de Paris-Bercy, Paris Arbitri: Brunovský, Čanda |
| 22 septembrie 2012 16:00 | Lobaci, Nikolić, Postnova 5 | (12–12) | Visser 6   | Palais Omnisports de Paris-Bercy, Paris Arbitri: Brunovský, Čanda |
| 22 septembrie 2012 16:00 | 2× 3×                       | Raport  | 3×         | Palais Omnisports de Paris-Bercy, Paris Arbitri: Brunovský, Čanda |

| 23 septembrie 2012 12:00 | Issy-Paris Hand | 20 – 26 | Zvezda Zvenigorod | Palais Omnisports de Paris-Bercy, Paris Asistență: 720 Arbitri: Brunovský, Čanda |
| 23 septembrie 2012 12:00 | Signate 6       | (7–11)  | Lobaci 5          | Palais Omnisports de Paris-Bercy, Paris Asistență: 720 Arbitri: Brunovský, Čanda |
| 23 septembrie 2012 12:00 | 1× 3×           | Raport  | 4× 3×             | Palais Omnisports de Paris-Bercy, Paris Asistență: 720 Arbitri: Brunovský, Čanda |